# 128348 Jasonleonard
128348 Jasonleonard este o planetă minoră (asteroid) din centura de asteroizi. A fost descoperită pe 15 aprilie 2004 la Catalina Station⁠(d) de Catalina Sky Survey. 
Obiectul prezintă o orbită caracterizată de o semiaxă mare de 2,5801124906052 UAi, o excentricitate de 0,26, o înclinație de 12,6 ° în raport cu ecliptica.